# توماس ناست
توماس ناست (بالإنجليزية: Thomas Nast)‏ ‏(27 سبتمبر 1840 - 7 ديسمبر 1902)، هو رسام كاريكاتير متخصص بالكاريكاتير السياسي أمريكي من أصول ألمانية، يعتبر أبو رسوم الكرتون الأمريكية. كان ناست أحد أبرز مؤيدي الحزب الديمقراطي في الولايات المتحدة وممثل الزعيم السياسي وليام تويد، وكان ناست ينتمي لتاماني هول، لذلك يعتبر ناست آلة سياسية مؤيدة للحزب الديمقراطي. من أبرز أعماله الرسم الحديث لبابا نويل (مستنداً إلى الشخصية الألمانية التقليدية للقديس نقولا) ورسم لأول مرة رمز الفيل لتمثيل الحزب الجمهوري. وعلى عكس المتعارف عليه فهو ليس أول من رسم العم سام (التجسيد الذكوري للحكومة الفيدرالية للولايات المتحدة)، ولم يكن أول من رسم كولومبيا ولا رمز الحمار رمز الحزب الجمهوري، لكنه ساعد على انتشار هذه الرسومات بشكل واسع في الولايات المتحدة الأمريكية. وعمل ناست في مجلة هاربر الأسبوعية على فترتين (1859 - 1860) و(1862 - 1886).

## نشأته وتعليمه
ولد ناست في ثكنة عسكرية في بلدة لانداو في ألمانيا، والتي تقع الآن في ولاية راينلند بالاتينات، لأن والده كان عازف فرقة موسيقية في الفوج البافاري التاسع. كان ناست هو الطفل الأخير في أسرته وكان له شقيقة كبرى، كما أن له شقيقان ماتا قبل ولادته. والده السيد جوزيف ناست كانت لديه قناعات سياسية تجعله بخلاف دائم مع الحكومة البافارية، مما جعله يرسل عائلته إلى الولايات المتحدة الأمريكية، ثم التحق بهم في مدينة نيويورك.
بدأ توماس ناست تعليمه في مدينة نيويورك منذ سن السادسة وحتى الرابعة عشر، كانت نتائجه بالمدرسة غير جيدة، ولكن شغفه بالرسم كان واضحاً جداً. عندما كان عمره 14 سنة بدأ دراسة الرسم عند ثيودور كوفمان وألفريد فريدريكس، ثم التحق بالأكاديمية الوطنية للتصميم. بدأ العمل كرسام لدى لصحيفة فرانك ليزلي المصورة، وظهرت رسوماته لأول مرة في مجلة هاربرز الأسبوعية في 19 مارس 1859. قام بفضح تقرير عن فساد الشرطة عندما كان عمره 18 عاماً.

## روابط خارجية
- توماس ناست على موقع الموسوعة البريطانية (الإنجليزية)
- توماس ناست على موقع إن إن دي بي (الإنجليزية)